# In Your Face (Kingdom Come)
In Your Face è il secondo album dei Kingdom Come pubblicato nel 1989 per l'etichetta discografica Polydor Records.

## Tracce
1. Do You Like It (Kottak, Stag, Steier, Wolf) 3:39
2. Who Do You Love (Frank, Wolf, Wolff) 4:13
3. The Wind (Frank, Stag, Wolf, Wolff) 5:00
4. Gotta Go (Can't Wage a War) (Kottak, Wolf) 4:25
5. Highway 6 (Frank, Kottak, Stag, Steier, Wolf, Wolff) 5:51
6. Perfect 'O' (Frank, Steier, Wolf) 3:46
7. Just Like a Wild Rose (Wolf, Wolff) 4:31
8. Overrated (Frank, Steier, Wolf) 4:03
9. Mean Dirty Joe (Wolf, Wolff) 4:08
10. Stargazer (Frank, Stag, Steier, Wolf) 5:13

## Formazione
- Lenny Wolf – voce
- Danny Stag – chitarra solista
- Rick Steier – chitarra ritmica
- Johnny B. Frank – basso
- James Kottak – batteria